# 1997–1998-as magyar női labdarúgó-bajnokság (első osztály)
A magyar női labdarúgó-bajnokság első osztályában 1997–98-ban nyolc csapat küzdött a bajnoki címért. Az alapszakasz után az első négy helyen végzett csapat rájátszásban döntötte el a bajnoki cím sorsát. A tizennegyedik hivatalos bajnokságban a László Kórház szerezte meg a bajnoki címet. A címvédő a Femina csapata volt.

## Végeredmény

### Alapszakasz
| #  | Csapat                   | M  | GY | D | V  | G+ – G– | GK  | P  | Megjegyzések |
| -- | ------------------------ | -- | -- | - | -- | ------- | --- | -- | ------------ |
| 1. | Verda 5000-László Kórház | 14 | 10 | 2 | 2  | 51–15   | +36 | 32 | Rájátszás    |
| 2. | Renova-Mikrokor          | 14 | 10 | 1 | 3  | 30–11   | +19 | 31 | Rájátszás    |
| 3. | Auto-Trade-FeminaCV      | 14 | 9  | 1 | 4  | 67–19   | +48 | 28 | Rájátszás    |
| 4. | Sopianae-FC Pécs         | 14 | 8  | 2 | 4  | 37–24   | +13 | 26 | Rájátszás    |
| 5. | FC Eger                  | 14 | 7  | 1 | 6  | 23–25   | −2  | 22 |              |
| 6. | Íris-Hungaro-Kábel       | 14 | 4  | 2 | 8  | 31–33   | −2  | 14 |              |
| 7. | Szegedi Boszorkányok     | 14 | 3  | 0 | 11 | 14–68   | −54 | 9  |              |
| 8. | Jászdózsai NFC           | 14 | 0  | 1 | 13 | 6–73    | −67 | 1  | NB II        |
| –. | Rosco-Fehér Bölény SCÚ   | 0  | 0  | 0 | 0  | 0–0     | 0   | 0  | visszalépett |

### Végeredmény a rájátszás után
| #  | Csapat                   | M | GY | D | V | G+ – G– | GK  | P  | Megjegyzések |
| -- | ------------------------ | - | -- | - | - | ------- | --- | -- | ------------ |
| 1. | Verda 5000-László Kórház | 6 | 5  | 0 | 1 | 24–6    | +18 | 15 | Bajnok       |
| 2. | Renova-Mikrokor          | 6 | 5  | 0 | 1 | 16–5    | +11 | 15 |              |
| 3. | Auto-Trade-FeminaCV      | 6 | 1  | 0 | 5 | 7–18    | −11 | 3  |              |
| 4. | Sopianae-FC Pécs         | 6 | 1  | 0 | 5 | 5–23    | −18 | 3  |              |

A bajnok László Kórház játékosai
Hosszú Erika, Tivadar Anna kapusok – Bajkó Rita, Bilicsné Kerekes Anikó, Dsubák Edit, Fekete Mária, Gál Orsolya, Heim Mária, Kalácska Bernadett, Kern Edit, Efroszina Kovacseva, Dominica Lucaciu, Matskássy Imréné, Milassin Erzsébet, Nagy Anett, Pádár Anita, Pribéli Judit, Sümegi Éva, Szabó Ildikó, Szalma Rita, Tóth Beatrix, Tollár Emese.

## A góllövőlista élmezőnye
| Gól                                | Név          | Csapat |
| ---------------------------------- | ------------ | ------ |
| 30                                 | Ruff Szilvia | Renova |
| Hungary - List of Women Topscorers |              |        |